# اورستا
اورستا (به لاتین: Ørsta) یک شهرستان نروژ در نروژ است که در مور او رومسدال واقع شده‌است.

## خصوصیات
اورستا ۸۰۴٫۹۰ کیلومترمربع مساحت و ۱۰٬۵۰۰ نفر جمعیت دارد.